# Iomega REV
Iomega REV war ein 2010 aufgekündigtes System der Firma Iomega für die Datensicherung.
Das Iomega REV besteht aus zwei Teilen, dem Laufwerk und dem wiederbeschreibbaren Speichermedium.
Das Wechselmedium ist eine 2,5"-Festplatte in einer Kassette mit flüssigkeitsgelagertem Spindelantrieb aber ohne Datenträgerköpfe und die regulären Festplattenkomponenten. Die Steuerungselektronik befindet sich im Laufwerk.
Laufwerke und dazu passende, wechselbare Speichermedien waren zuletzt mit einem maximalen Speicherumfang von 35, 70 oder 120 GB (unkomprimiert) erhältlich. Die Laufwerke und Speichermedien weisen besondere Vorrichtungen zum Schutz der empfindlichen Magnetscheiben vor Staub auf. Die 120-GB-Laufwerke sind nur lesend abwärtskompatibel zu den 70-GB-Medien, die 70-GB-Laufwerke lesend und eingeschränkt schreibend zu 35-GB-Medien; die 120-GB-Laufwerke können 35-GB-Medien gar nicht verwenden.
Die Laufwerke waren als interne Modelle mit SCSI-, SATA- oder ATAPI-Schnittstelle und als externe mit FireWire- oder USB-2.0-Schnittstelle erhältlich. Für größere Datenmengen bietet Iomega USB-Loader mit 280 oder 560 GB Gesamtkapazität an. Die durchschnittliche Datentransferrate, abhängig vom verwendeten Anschluss, beträgt etwa 20 MB/s. Die Speichermedien sind mit UDF formatiert und erlauben im Gegensatz zu Bandlaufwerken den wahlfreien Zugriff. Die Geräte sind unter Windows, Linux und Mac OS lauffähig.
Iomega gibt die Haltbarkeit der Medien mit 30 Jahren an und gewährt 5 Jahre Garantie.
REV kann in vielerlei Hinsicht als Nachfolger des Iomega Jaz angesehen werden, da sich die Technik stark ähnelt. Die Medien sind allerdings nicht untereinander kompatibel. REV-Laufwerke werden gelegentlich auch als RRD für „Removable Rigid Disk“ bezeichnet.
Im Februar 2010 stellte Iomega Produktion und Vertrieb der REV-Laufwerke ein. Begründet wird dieser Schritt mit einem veränderten Kaufverhalten und einer Neuausrichtung durch den Mutterkonzern EMC, der die Zukunft des Backups eher im NAS-Bereich sieht. Der Vertrieb von REV-Medien hingegen soll auch über das Jahr 2010 hinaus fortgeführt werden.

## Weitere Iomega-Produkte
- Iomega Zip
- Iomega Clik!